# Ляпин, Зиновий Фёдорович
Зиновий Фёдорович Ляпин (29 октября [10 ноября] 1888 — сентябрь 1978)— советский партийный и государственный деятель, революционер, большевик, занимавший должности ответственного секретаря Луганского, Грозненского и Кубанского окружных комитетов ВКП (б).

## Биография
Родился в семье рабочего Луганского паровозостроительного завода Гартмана. Был младшим из одиннадцати братьев и сестер. Отец, Федор Филиппович, ушел из жизни в 1899 году, надорвавшись в литейном цеху, мать умерла от голода в годы гражданской войны. После 2 классов начальной школы с двенадцати лет пошел работать на завод Гартмана: рассыльный, ученик слесаря, слесарь. Активный участник Первой русской революции, большевик с 1907.
В июле 1908 года был арестован, сидел в Бутырской тюрьме в одной камере с Иосифом Сталиным и вместе с ним был сослан в Сибирь (Сталину была определена Тотьма, Ляпину — Вольск). В ноябре 1911 года освобожден и вернулся в Луганск. С прежнего места был уволен, как опасный политический преступник, подался на Кадиевские рудники углерубом. Был опознан полицией, бежал и перешел на подпольное положение. Вместе с И. Шмыровым и Черепанцевым организовали городской подпольный комитет из двадцати партийцев. Руководил забастовками на суконной фабрике, патронном заводе, снова был арестован.
8 марта 1917 года был избран депутатом первого Луганского совета от железнодорожных мастерских, 24 марта избран членом горкома партии большевиков, активно участвовал в организации Красной гвардии. 6 августа по списку большевиков стал депутатом городской думы.
В октябре 1917 избран председателем Луганского Совета и находился на этом посту до апреля 1918 года. Затем в Красной Армии.
С января 1919 секретарь Луганского горкома партии и член ревкома. Организатор и участник Луганской обороны. На первой губернской партконференции избирается секретарем Донецкого губкома РКП(б). Затем комиссар 3 бригады 41 дивизии Красной армии. После создания Донецкой губернии с центром в Луганске 20 февраля 1920 года на районной партконференции избран секретарем Луганского райкома РКП(б). Одновременно с июня 1921 года — председатель комиссии губкома по чистке партии. С января 1923 по май 1924 года — заведующий организационно-инструкторским отделом Донецкого губкома партии, затем снова ответственный секретарь Луганского окружного парткома.
В декабре 1925 командирован в Нижний Новгород представителем Всероссийской комиссии по эвакуации военных грузов. С января 1926 по июнь 1928 года — секретарь Грозненского окружкома РКП(б), по июнь 1929 года — секретарь Кубанского окружкома партии (Краснодар). С 1929 по сентябрь 1931 года учился в Москве на курсах марксизма-ленинизма, после чего до 1938 года работал уполномоченным Наркомата тяжёлой промышленности в Донбассе, директором завода на Урале.
С 1943 года персональный пенсионер союзного значения.
Был делегатом X—XVII съездов РКП(б)-ВКП(б) и X—XV Всероссийских партконференций, избирался членом ЦК КПУ (10.4.1923-6.12.1925), ВЦИК РСФСР и СССР. В 1970 году был почётным гостем на торжественном собрании в Кремле в честь 100-летия со дня рождения В. И. Ленина. Награждён двумя орденами Трудового Красного Знамени, знаком «Шахтерская слава».
Умер в сентябре 1978 года, похоронен в Москве на Новодевичьем кладбище. В его честь в 1979 году была переименована одна из старейших улиц Ворошиловграда — Больничная.